# César Vergara
César Antonio Vergara Mena (Concepción, Chile, 14 de enero de 1982) es un exfutbolista chileno. Jugaba de defensa

## Clubes
| Club                  | País  | Año       |
| --------------------- | ----- | --------- |
| Deportes Concepción   | Chile | 2002-2005 |
| Provincial Osorno     | Chile | 2006      |
| Rangers               | Chile | 2006      |
| Deportes Concepción   | Chile | 2007-2008 |
| Unión Española        | Chile | 2008      |
| Deportes Concepción   | Chile | 2009-2011 |
| Deportes Puerto Montt | Chile | 2012      |

- Datos: Q5202645